# Atolmis rubricollis

♂
♂ △

Atolmis rubricollis là một loài bướm đêm thuộc phân họ Arctiinae, họ Erebidae. Nó được tìm thấy ở châu Âu, Xibia và Trung Quốc.
Sải cánh dài 25–35 mm. Chiều dài cánh trước là 15–18 mm. Con trưởng thành bay tháng 5 đến tháng 7 tùy theo địa điểm.
Ấu trùng ăn địa y và tảo.

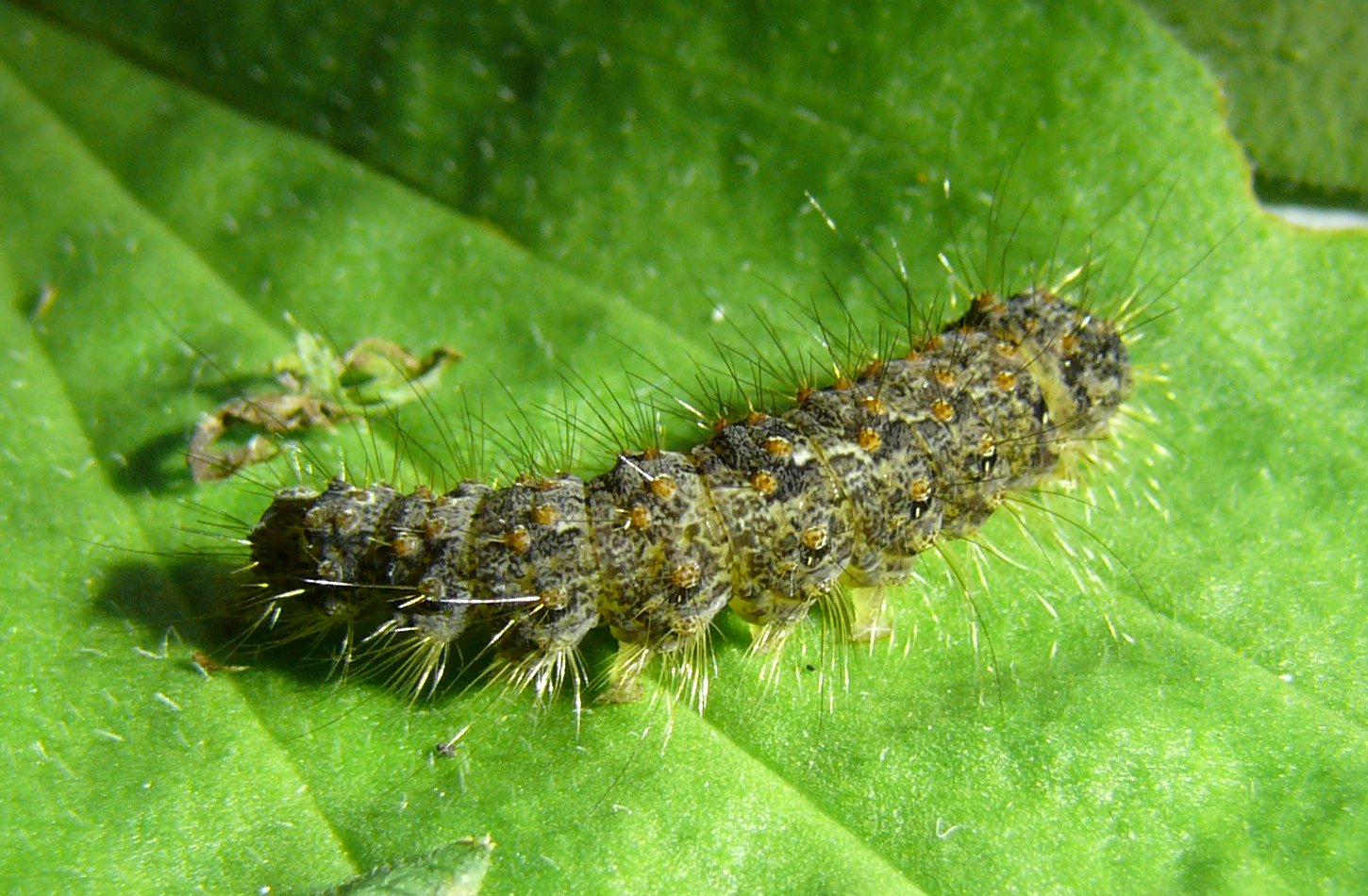
Sâu bướm
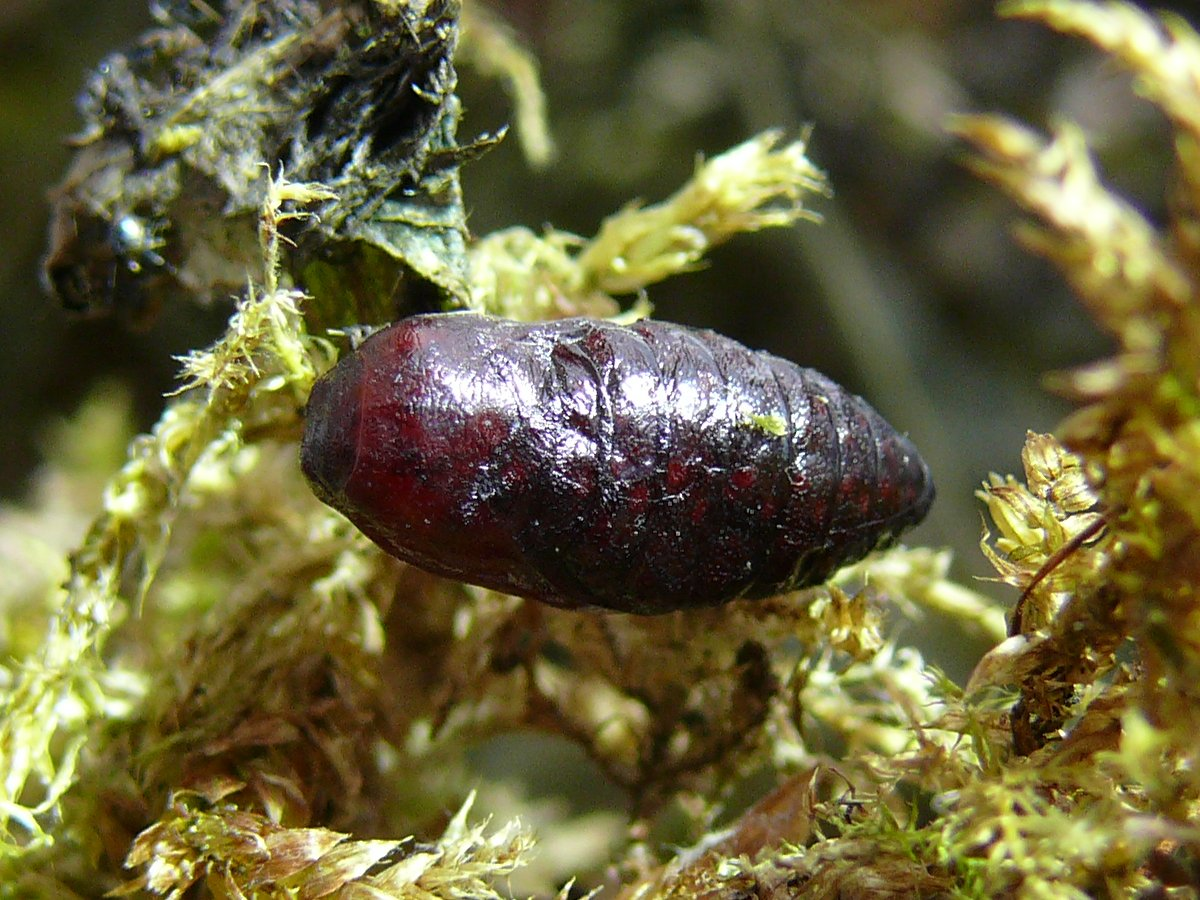
Pupa
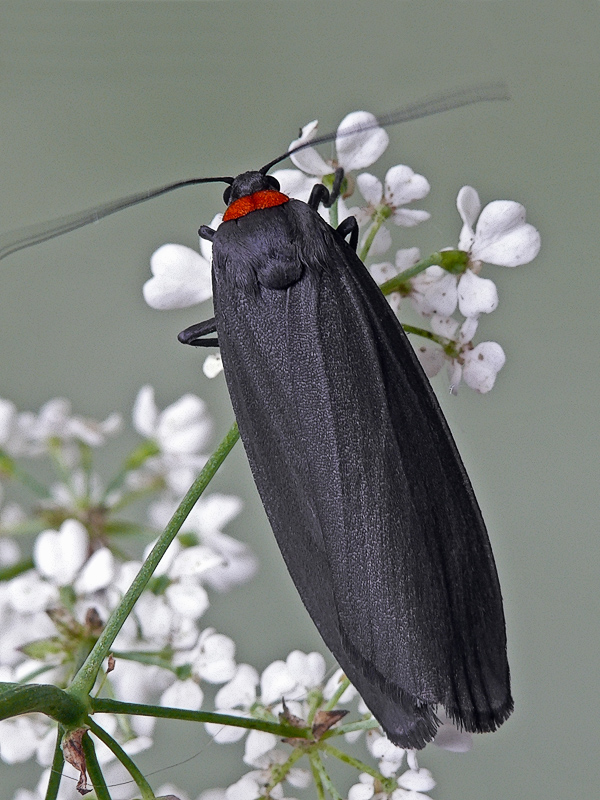